# Dicée des Salomon
Dicaeum aeneum
Espèce
Statut de conservation UICN

 LC  : Préoccupation mineure
Le Dicée des Salomon (Dicaeum aeneum) est une espèce de passereau placée dans la famille des Dicaeidae.

## Répartition
Il est endémique en Papouasie-Nouvelle-Guinée et aux îles Salomon.

## Habitat
Il habite les forêts humides tropicales et subtropicales et les mangroves.

## Sous-espèces
Selon Peterson
- Dicaeum aeneum aeneum Pucheran 1853
- Dicaeum aeneum becki Hartert 1929
- Dicaeum aeneum malaitae Salomonsen 1960